# Nibåndsbæltedyr
 Der er for få eller ingen kildehenvisninger i denne artikel, hvilket er et problem. Du kan hjælpe ved at angive troværdige kilder til de påstande, som fremføres i artiklen.

Nibåndsbæltedyr (Dasypus novemcinctus) findes i et område fra det nordlige Argentina til den sydlige del af USA. I vild tilstand kan de blive op til 10 år gamle, men de er meget vanskelige at opdrætte i fangenskab. Når det lykkes kan de i fangenskab blive 12-15 år.

## Historie
I 1800-tallet begyndte en stamme nibåndsbæltedyr i Mexico at sprede sig nordover, og det gav stødet til en af de hurtigste indvandringer i pattedyrenes histore. Allerede i 1854 var de kommet til Texas, og derfra begyndte de at sprede sig nordover mod Kansas og Missouri og østover mod Florida. De første bæltedyr krydsede Mississippi engang i 1940'erne. Bæltedyr har sædvanligvis ingen problemer med at krydse floder. Enten sluger de luft og blæser maven og tarmen op, sådan at de flyder lettere, eller også vader de slet og ret over floden langs bunden. Nibæltede bæltedyr kan nemlig holde vejret i op til seks minutter. Tidligt i 1970-tallet var bæltedyret nået helt til Florida. Der traf de efterkommere af de undslupne fra Cocoa, og nu er de to stammer i fuld gang med at blande sig med hinanden.[kilde mangler]